# Communauté de communes des Villes Sœurs
Die Communauté de communes des Villes Sœurs ist ein französischer Gemeindeverband mit der Rechtsform einer Communauté de communes in den Départements Seine-Maritime und Somme der Regionen Normandie und Hauts-de-France. Sie wurde am 31. Dezember 1999 gegründet und umfasst 28 Gemeinden. Der Verwaltungssitz befindet sich im Ort Eu. Eine Besonderheit ist die Département- und Regions-übergreifende Struktur der Mitgliedsgemeinden.

## Historische Entwicklung
Der zunächst unter dem Namen Communauté de communes Bresle Maritime gegründete Gemeindeverband wurde mit Wirkung vom 1. Januar 2017 um sieben Gemeinden der aufgelösten Communauté de communes d’Yères et Plateaux erweitert und gleichzeitig auf den aktuellen Namen umbenannt. Die ursprüngliche Rechtspersönlichkeit blieb dabei jedoch erhalten.

## Mitgliedsgemeinden
| Gemeinde                                | Einwohner 1. Januar 2022 | Fläche km² | Dichte Einw./km² | Code INSEE | Postleitzahl | Region          | Département    |
| --------------------------------------- | ------------------------ | ---------- | ---------------- | ---------- | ------------ | --------------- | -------------- |
| Allenay                                 | 252                      | 2,18       | 116              | 80018      | 80130        | Hauts-de-France | Somme          |
| Ault                                    | 1.369                    | 5,99       | 229              | 80039      | 80460        | Hauts-de-France | Somme          |
| Baromesnil                              | 212                      | 7,98       | 27               | 76058      | 76260        | Normandie       | Seine-Maritime |
| Beauchamps                              | 943                      | 7,22       | 131              | 80063      | 80770        | Hauts-de-France | Somme          |
| Bouvaincourt-sur-Bresle                 | 800                      | 6,82       | 117              | 80127      | 80220        | Hauts-de-France | Somme          |
| Buigny-lès-Gamaches                     | 392                      | 4,77       | 82               | 80148      | 80220        | Hauts-de-France | Somme          |
| Criel-sur-Mer                           | 2.592                    | 21,12      | 123              | 76192      | 76910        | Normandie       | Seine-Maritime |
| Dargnies                                | 1.150                    | 3,67       | 313              | 80235      | 80570        | Hauts-de-France | Somme          |
| Embreville                              | 561                      | 5,33       | 105              | 80265      | 80570        | Hauts-de-France | Somme          |
| Étalondes                               | 1.071                    | 4,63       | 231              | 76252      | 76260        | Normandie       | Seine-Maritime |
| Eu                                      | 6.541                    | 17,93      | 365              | 76255      | 76260        | Normandie       | Seine-Maritime |
| Flocques                                | 720                      | 4,93       | 146              | 76266      | 76260        | Normandie       | Seine-Maritime |
| Friaucourt                              | 692                      | 4,16       | 166              | 80364      | 80460        | Hauts-de-France | Somme          |
| Gamaches                                | 2.421                    | 9,92       | 244              | 80373      | 80220        | Hauts-de-France | Somme          |
| Incheville                              | 1.138                    | 7,89       | 144              | 76374      | 76117        | Normandie       | Seine-Maritime |
| Le Mesnil-Réaume                        | 802                      | 5,55       | 145              | 76435      | 76260        | Normandie       | Seine-Maritime |
| Le Tréport                              | 4.417                    | 6,77       | 652              | 76711      | 76470        | Normandie       | Seine-Maritime |
| Longroy                                 | 629                      | 5,32       | 118              | 76394      | 76260        | Normandie       | Seine-Maritime |
| Melleville                              | 261                      | 9,09       | 29               | 76422      | 76260        | Normandie       | Seine-Maritime |
| Mers-les-Bains                          | 2.536                    | 5,39       | 471              | 80533      | 80350        | Hauts-de-France | Somme          |
| Millebosc                               | 238                      | 7,91       | 30               | 76438      | 76260        | Normandie       | Seine-Maritime |
| Monchy-sur-Eu                           | 554                      | 8,99       | 62               | 76442      | 76260        | Normandie       | Seine-Maritime |
| Oust-Marest                             | 612                      | 5,80       | 106              | 80613      | 80460        | Hauts-de-France | Somme          |
| Ponts-et-Marais                         | 801                      | 5,90       | 136              | 76507      | 76260        | Normandie       | Seine-Maritime |
| Saint-Pierre-en-Val                     | 1.091                    | 7,73       | 141              | 76638      | 76260        | Normandie       | Seine-Maritime |
| Saint-Quentin-la-Motte-Croix-au-Bailly  | 1.265                    | 6,91       | 183              | 80714      | 80880        | Hauts-de-France | Somme          |
| Saint-Rémy-Boscrocourt                  | 801                      | 8,37       | 96               | 76644      | 76260        | Normandie       | Seine-Maritime |
| Woignarue                               | 751                      | 16,51      | 45               | 80826      | 80460        | Hauts-de-France | Somme          |
| Communauté de communes des Villes Sœurs | 35.612                   | 214,78     | 166              | –          | –            | –               | –              |